# Adam G. Riess
Adam Guy Riess (n. 16 decembrie 1969, Washington, D.C., District of Columbia, SUA) este un astrofizician evreu american, laureat al Premiului Nobel pentru Fizică în anul 2011, împreună cu Brian P. Schmidt. Cei doi au împărțit o jumătate din premiu, cealaltă fiindu-i acordată lui Saul Perlmutter, toți trei fiind recompensați pentru descoperirea expansiunii accelerate a Universului prin observarea supernovelor îndepărtate.